# Isla Canela
Isla Canela es una isla española situada en el término municipal de Ayamonte (provincia de Huelva, Andalucía). Actualmente, además de los dos núcleos de población, la Barriada de Canela y Punta del Moral, se halla una infraestructura turística de sol y playa repartida a lo largo de los siete kilómetros de playa que posee la isla. En las zonas no costeras de la isla se encuentran diversas urbanizaciones, un campo de golf y multitud de fincas donde predomina el ambiente agrícola a pequeña escala. Al igual que el resto de la zona, la isla está formada mayormente por marismas, debido a la sedimentación que se produce en la cercana desembocadura del Guadiana, que marca la frontera con Portugal.

## Situación
Isla Canela limita al norte con el núcleo urbano de Ayamonte, el cual está unido por dos puentes, uno de ellos peatonal, y el otro, abierto al tráfico. Al este limita con las Marismas de Isla Cristina, y con la Ría Carreras, que separa a Isla Canela del municipio de Isla Cristina. Al sur, se encuentran más de siete kilómetros de playa con los que la isla linda con el Océano Atlántico, siendo así la última playa de la Costa de la Luz, dando paso a las playas del Algarve portugués. Al oeste limita con la desembocadura del río Guadiana, que separa a la isla de Portugal.

### Núcleos de población
En Isla Canela se encuentran dos núcleos de población:
- Barriada de Canela, situada al norte de la isla, con una población de 300 habitantes.
- Punta del Moral, situada al este de la isla, junto a la Ría Carreras, con un ambiente muy marinero y cercana al vecino municipio de Isla Cristina.

### Playas
- Playa de Isla Canela, urbanizada en la década de los años 60 con el auge del turismo.
- Playa de Punta del Moral, playa más tranquila, y menos urbanizada.

## Historia

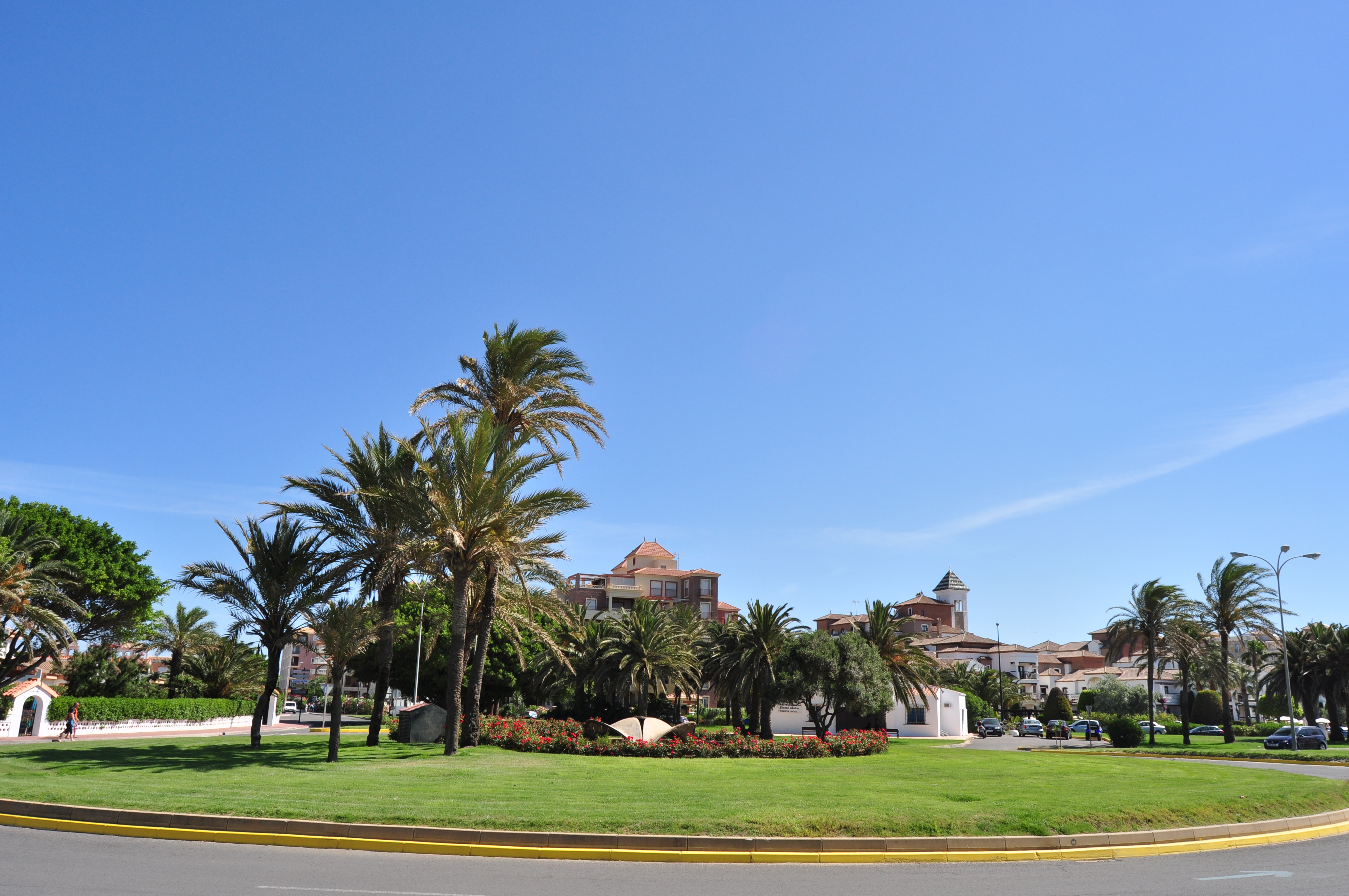
Playa de Isla Canela.

En la isla, existen dos importantes monumentos históricos que atestiguan la presencia de diferentes culturas en la misma. El primero de ellos, es el Mausoleo Romano de Punta del Moral, construido en el Bajo Imperio Romano, y hallado en 1986.
Otro importante monumento, es la Torre de Isla Canela, y al igual que muchas otras de la zona, construida en el siglo XVI por orden del rey Felipe II para defender la costa atlántica del sur de España de ataques de países enemigos o de las incursiones de piratas turcos y del norte de África.
Se tiene conocimiento escrito de la existencia del mismo desde antes de 1810, pues inmersa España en la Guerra de la Independencia contra Napoleón, los miembros de la Junta de Sevilla, integrados ya en la Junta Central Suprema, que promulgaría posteriormente en Cádiz la Constitución de 1812, conocida popularmente como La Pepa, se refugiaron en la Isla de Canela, atraídos por su difícil acceso y su cercanía a la frontera portuguesa. Con la toma de Sevilla el 31 de enero de 1810 por los franceses, la Academia Militar de Sevilla se convirtió en batallón, con Mariano Gil de Bernabé al frente del mismo, dirigiéndose hacia Niebla para llegar hasta Isla Canela, Ayamonte con la orden de poner a buen resguardo los caudales públicos que gestionaba la Junta Central Suprema en ese momento. En Ayamonte fue disuelta la Academia oficialmente el 11 de febrero.